# Taben-Rodt
Taben-Rodt település Németországban, Rajna-vidék-Pfalz tartományban. Lakosainak száma 796 fő (2023. december 31.).

## Népesség
A település népességének változása:
| Lakosok száma | 1001 | 786  | 796  | 812  | 806  | 796  |
|               | 1975 | 2017 | 2019 | 2021 | 2022 | 2023 |